# Geïndexeerde familie
In de verzamelingenleer, een deelgebied van de wiskunde, is een geïndexeerde familie van elementen van een verzameling {\displaystyle X} een deelverzameling {\displaystyle Y\subset X} , in combinatie met een surjectieve afbeelding {\displaystyle f:J\to Y}. De verzameling {\displaystyle J} wordt de indexverzameling van de familie genoemd.
Het beeld {\displaystyle f(j)} van {\displaystyle j\in J} wordt aangeduid door {\displaystyle x_{j}} en de geïndexeerde familie door {\displaystyle \{x_{j}\}_{j\in J}} of gewoon door {\displaystyle (x_{j})}. 
Een ordening van {\displaystyle J} induceert een ordening van de familie. Het hangt af van de toepassing of de indexering beperkt is tot injectieve functies {\displaystyle f}, of dat elementen dubbel mogen voorkomen. Een toepassing met injectieve {\displaystyle f} is onder meer een geordende basis. Toepassingen met niet noodzakelijk injectieve {\displaystyle f} zijn onder meer tupels, waaronder ook de bij een basis behorende kentallen van een vector en rijen.
Als de verzameling {\displaystyle X} de machtsverzameling van een verzameling {\displaystyle U} is, dan noemt men de familie {\displaystyle \{x_{j}\}_{j\in J}} een familie van verzamelingen geïndexeerd door {\displaystyle J}.